# Köja och Nyhamn
Köja och Nyhamn är en av SCB avgränsad och namnsatt småort i Kramfors kommun, Västernorrlands län. Den omfattar bebyggelse i de två byarna i Bjärtrå socken

## Befolkningsutveckling
| Befolkningsutvecklingen i Köja/Köja och Nyhamn 1960–2015      | Befolkningsutvecklingen i Köja/Köja och Nyhamn 1960–2015 | Befolkningsutvecklingen i Köja/Köja och Nyhamn 1960–2015 | Befolkningsutvecklingen i Köja/Köja och Nyhamn 1960–2015 | Befolkningsutvecklingen i Köja/Köja och Nyhamn 1960–2015 |
| ------------------------------------------------------------- | -------------------------------------------------------- | -------------------------------------------------------- | -------------------------------------------------------- | -------------------------------------------------------- |
|                                                               |                                                          |                                                          |                                                          |                                                          |
| År                                                            |                                                          |                                                          | Folkmängd                                                | Areal (ha)                                               |
| 1960                                                          | 1960                                                     |                                                          | 308                                                      |                                                          |
| 1965                                                          | 1965                                                     |                                                          | 276                                                      |                                                          |
| 1970                                                          | 1970                                                     |                                                          | 212                                                      |                                                          |
| 1980                                                          | 1980                                                     |                                                          | 201                                                      |                                                          |
| 1990                                                          | 1990                                                     |                                                          | 137                                                      | 58#                                                      |
| 1995                                                          | 1995                                                     |                                                          | 133                                                      | 58#                                                      |
| 2000                                                          | 2000                                                     |                                                          | 126                                                      | 57#                                                      |
| 2005                                                          | 2005                                                     |                                                          | 119                                                      | 57#                                                      |
| 2010                                                          | 2010                                                     |                                                          | 110                                                      | 57#                                                      |
| 2015                                                          | 2015                                                     |                                                          | 83                                                       | 45#                                                      |
| Anm.: Ej tätort 1975. Upphörde som tätort 1990. # Som småort. |                                                          |                                                          |                                                          |                                                          |